# 巴拉圭角莖鱂
巴拉圭角莖鱂，為輻鰭魚綱鯉齒目鯉齒亞目花鳉科的其中一種，分布於南美洲巴拉圭河、巴拉那河至Araranguá河流域，體長可達3.4公分，屬雜食性，生活習性不明。

## 擴展閱讀
維基物種上的相關：巴拉圭角莖鱂